# Jutta Haug
Jutta Dorothea Haug est née le 8 octobre 1951 à Castrop-Rauxel et est une femme politique allemande membre du Parlement européen pour le Parti social-démocrate d'Allemagne de 1994 à 2014.
Elle est un substitut de la Commission de l'environnement, de la santé publique et de la sécurité alimentaire.

## Carrière
Jutta Haug est membre du Parlement européen de 1994 à 2014 et membre du comité directeur du SPD (Parti social-démocrate d'Allemagne) depuis 1999. Elle est également une ancienne conseillère municipale à Herten.